# Catz ’n Dogz
Catz ’n Dogz – polski duet producencki ze Szczecina tworzący muzykę elektroniczną, w skład którego wchodzą Grzegorz Demiańczuk oraz Wojciech Tarańczuk. Ich styl muzyczny to mieszanka głębokiego house’u, jasnego disco oraz elementów techno. Duet ma na swoim koncie 7 albumów oraz kilkadziesiąt singli i remiksów, a ich twórczości mieli okazji wysłuchać na żywo słuchacze z całego świata, od Nowej Zelandii po Japonię. Są założycielami wytwórni PETS Recordings oraz jej sub-labelu STEP.

## Kariera

### Początki kariery
Duet funkcjonuje na polskiej scenie muzycznej od ponad 20 lat. Ich początki miały miejsce w Szczecinie, gdzie jeszcze pod nazwą 3 Channels, organizowali imprezy dla małej publiczności w klubie Mezzoforte, grając u boku zaproszonych przez siebie DJ-ów z Berlina. Od tamtego momentu rozpoczęli produkcję własnych utworów, które wydawały w tamtym czasie undergroundowe wytwórnie muzyczne takie jak Trapez, Crosstown Rebels czy Pokerflat. Ich pierwsza własna wytwórnia płytowa nosiła nazwę Channels Recordings.

### 2005-19: Wydawnictwa zagraniczne, pierwsze sukcesy i wyróżnienia
Przełomem w ich karierze był remix utworu „Who’s afraid of Detroit” wydanego w 2007 roku, po którym zostali zauważeni przez samego Claude’a VonStroke’a, który zaprosił ich do grona artystów swojej wytwórni Dirtybird. W 2012 roku udzielili wywiadu dla The Guardian, jednemu z największych mediów brytyjskich. W 2013 roku ich remixy pt. „Hush” Thomasa Schumachera zajmował przez pięć miesięcy 1. miejsce listy przebojów Beatport Tech House. Ich wydawnictwa pojawiły się w najbardziej prestiżowych wytwórniach takich jak Club Sweat, Crosstown Rebels, Defected, Dirtybird, Dynamic, Glitterbox i Watergate. W 2013 roku wydali pierwszy „Essential Mix” dla BBC Radio 1. W tym samym roku artyści zagrali swój pierwszy Boiler Room w Berlinie, a ich twarze znalazły się na okładce najpopularniejszego magazynu traktującego o muzyce elektronicznej – Mixmag. Dzięki swoim licznym sukcesom muzycznym duet został umieszczony na liście TOP 100 według Resident Advisor.
W 2013 roku ich utwór „They Frontin” został nominowany w kategorii Najlepszy Utwór na WMC Awards. z kolei w 2015 roku ich album pt. „Basic Color Theory” został nominowany do Top 10 albumów przez DJ Mag, gdzie zajął finalnie 8. miejsce. W tym samym roku artyści znaleźli się także na okładce magazynu DJ Mag Spain. W 2017 roku duet zagrał jeszcze dwa razy podczas wydarzeń Boiler Room – w Warszawie oraz w Szczecinie. W 2019 roku wydali kolejny „Essential Mix” dla BBC Radio 1.

### Od 2020: album „Punkt” i kolejne sukcesy w streamingu
30 czerwca 2021r. duet wypuścił nakładem wytwórni Kayax remix utworu Krzysztofa Zalewskiego pt. „Zabawa”. Utwór pojawił się w sieci razem z teledyskiem w ramach konkursu Papaya Young Directors – teledysk ten zdobył nagrodę za najlepszy obraz w kategorii „Dance/Muzyka Elektroniczna” podczas gali nagród PL Music Video Awards w tym samym roku.
22 października 2021 r. odbyła się premiera specjalnego koncertu duetu Catz ‘N Dogz z gościnnym udziałem Klaudii Szafrańskiej, upamiętniającego 100. rocznicę urodzin literackiego patrona roku, Stanisława Lema oraz inspirowanego jego twórczością. Koncert został zorganizowany przez Narodowe Centrum Kultury oraz Lotniczą Akademię Wojskową w Dęblinie. W listopadzie 2021 roku artyści, z okazji 18-stej rocznicy działalności artystycznej, zagrali koncert na scenie szczecińskiej Filharmonii.
W 2022 roku Catz 'n Dogz wydali swój siódmy album zatytułowany Punkt, na którym gościnnie pojawili się czołowi polscy wokaliści. Pierwszym singlem, który promował wydawnictwo był utwór pt. „Jestem” z gościnnym udziałem Baascha. Teledysk do singla zrealizowany przez agencję SHOOTME zdobył nagrodę w kategorii „Dance/Muzyka Elektroniczna” na gali nagród PL Video Music Awards.
W tym samym roku, ich remix „Bzrp43” Chunky 73 odniósł sukces na międzynarodowej scenie i został zagrany przez najlepszych DJ-ów na całym świecie, a na Spotify osiągnął już ponad 3 miliony odsłuchań. W 2023 roku duet opublikował EPkę dzięki Tomorrowland Music, razem z Ferreck Dawn.
W 2023 artyści otrzymali nominację do nagrody Fryderyk 2023. Ich krążek „Punkt” otrzymał nominację w kategorii „Album Roku Elektronika”.

### Festiwal „Wooded”
W 2014 roku artyści podjęli się organizacji swojego pierwszego festiwalu. Razem z zaprzyjaźnionymi agencjami C&C Bookings, Feast Artists oraz klubem Das Lokal zorganizowali we wrocławskim ogrodzie BWA, cieszące się dużą popularnością wydarzenie Wooded Garden, które zapoczątkowało serię imprez spod szyldu Wooded. Rok później Wooded stało się pełnoprawnym festiwalem, a jego dwie pierwsze edycje odbyły się we Wrocławiu w Zamku Leśnica, do którego zapraszano zaprzyjaźnionych artystów z Polski oraz zagranicy. W 2018 roku artyści zdecydowali się na przeniesienie festiwalu do swojego rodzinnego miasta, Szczecina. Szczecińska edycja festiwalu odbyła się w samym centrum miasta, na popularnej Łasztowni. Podczas wydarzeń Wooded można było usłyszeć występy takich artystów jak Who Made Who, Rodriguez Jr., Margaret Dygas, Ryan Elliott, Randomer, Nick Hoppner, Answer Code Request, Horse Meat Disco, KAMP! czy An On Bast. Pierwsza edycja wydarzenia została doceniona między innymi przez portal muno.pl, którzy przyznał festiwalowi statuetkę Munolud w kategorii „Okrycie Roku”.

### Podsumowanie działalności artystycznej
Artyści pojawili się w lineupach najlepszych europejskich klubów, takich jak Panorama Bar i Watergate w Berlinie, Ushuaia na Ibizie czy Fabric w Londynie, a także na festiwalach takich jak SW4, Park Life, Bestival, Snowbombing, Electric Daisy Carnival, BPM oraz na kultowych festiwalach, takich jak Movement Festival (Detroit) i Exit Festival(Serbia).
Przez ostatnie dwie dekady Catz 'n Dogz współpracowali z takimi artystami jak Jamie Jones, Maurice Fulton, Anja Schneider, BICEP, Blue Hawaii, Gorgon City, Claptone i wielu innych. W ich remixach znajdziemy pozycje artystów takich jak Chunky 73, Fatboy Slim, BZRP oraz ikony popu, takie jak Róisín Murphy, Basement Jaxx, RÜFÜS DU SOL, Friendly Fires, Disclosure, Kings of Leon i Shakira.

## Dyskografia
Albumy
| Tytuł                         | Dane dot. albumu                                       |
| ----------------------------- | ------------------------------------------------------ |
| Starts Of Zoo                 | - Data: 17 października 2008 - Wydawca: Mothership     |
| Escape From Zoo               | - Data: 3 listopada 2010 - Wydawca: Mothership         |
| Basic Colour Theory           | - Data: 5 października 2015 - Wydawca: Pets Recordings |
| Basic Colour Theory (Remixed) | - Data: 11 marca 2016 - Wydawca: Pets Recordings       |
| Friendship                    | - Data: 29 marca 2019 - Wydawca: Pets Recordings       |
| Punkt                         | - Data: 30 września 2022 - Wydawca: Follow The Step    |

### Kompilacje
- Poland Calling 2, wyd. Sentence Records, rok 2010
- 20 Years of Catz 'n Dogz, wyd. Pets Recordings, rok 2023

### DJ Mix
- RA.242, wyd. Resident Advisor, rok 2011
- Body Language Vol. 12, wyd. Get Physical Music, rok 2012
- Watergate 22, wyd. Watergate Records, rok 2017

## Nagrody i wyróżnienia
- Nagroda w kategorii „Producenci Roku” według muzycznego portalu Muno.pl w 2013 roku [42]
- Nominacja w kategorii „Najlepszy Utwór” na WMC Awards 2013[43]
- Nagroda w kategorii „Event Roku” według portalu muzycznego Muno.pl w 2013 roku za imprezę „Pets Recordings with Dixon @ WZ, Wrocław” [44]
- „Top 10 Albums 2015” według muzycznego portalu DJ Mag za album „Basic Color Theory”. Miejsce 8 [45]
- Nominacja do nagrody Fryderyk 2023 w kategorii „Album Roku Elektronika” za album „Punkt” [46]